# Curtis Guild

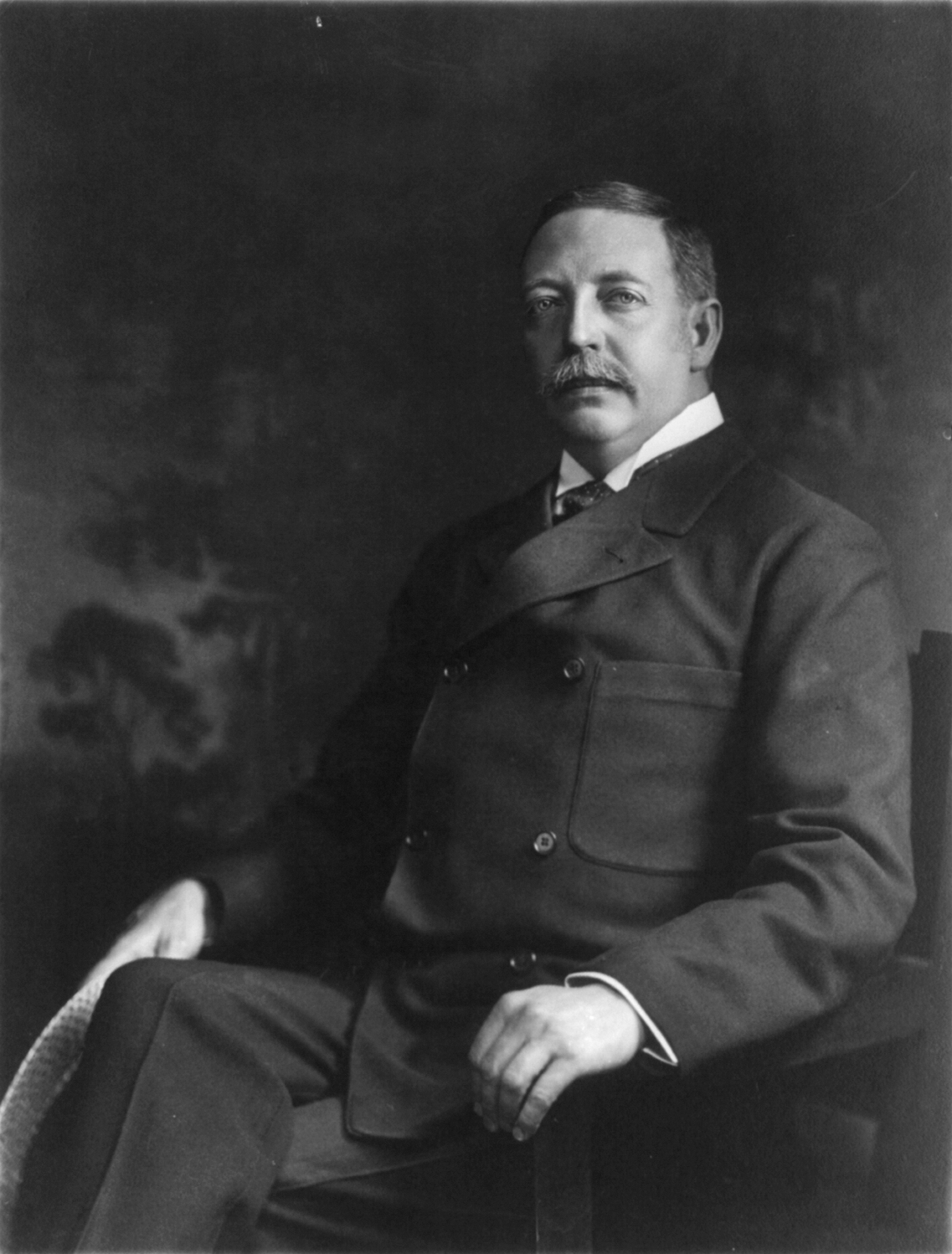
Curtis Guild (1905)

Curtis Guild Jr. (* 2. Februar 1860 in Boston, Massachusetts; † 6. April 1915 ebenda) war ein US-amerikanischer Politiker und von 1906 bis 1909 Gouverneur des Bundesstaates Massachusetts. Später wurde er Botschafter in Russland.

## Frühe Jahre und politischer Aufstieg
Curtis Guild studierte nach der Grundschule bis 1881 an der Harvard University. Danach arbeitete er bei einer von seinem Vater herausgegebenen Zeitung. Im Jahr 1884 wurde er deren Teilhaber und 1902 Alleinbesitzer. Guild wurde Mitglied der Republikanischen Partei und saß 1881 im Repräsentantenhaus von Massachusetts. Ab 1891 war er Mitglied der Miliz seines Staates. In dieser Truppe brachte er es bis zum Brigadegeneral. Während des Spanisch-Amerikanischen Krieges von 1898 war Guild Oberstleutnant der US Army. Zwischen 1903 und 1905 war er als Vizegouverneur Vertreter von Gouverneur John L. Bates.

## Gouverneur von Massachusetts und weiterer Lebenslauf
Am 7. November 1905 wurde Curtis Guild mit 50:45 Prozent der Stimmen gegen den Demokraten Charles W. Bartlett zum neuen Gouverneur seines Staates gewählt. Nach zwei Wiederwahlen in den Jahren 1906 und 1907 konnte er dieses Amt zwischen dem 4. Januar 1906 und dem 7. Januar 1909 ausüben. In dieser Zeit wurden die Gesetze zur Kinder- und Frauenarbeit verbessert. Einige soziale Reformen wurden in die Wege geleitet und die Arbeitsbedingungen in den Fabriken erleichtert. Im Jahr 1907 entging er einem Attentat, weil ihn der geistesgestörte Attentäter verwechselte. 1908 entschied sich Guild, nicht mehr für eine weitere Amtszeit zu kandidieren. Er bewarb sich erfolglos um die Nominierung seiner Partei für das Amt des US-Vizepräsidenten. Zwischen 1911 und 1913 war er als Nachfolger von William Woodville Rockhill US-Botschafter in Russland. Curtis Guild starb im April 1915 in Boston. Er war mit Charlotte How Johnson verheiratet.